# 200 km (obwód kałuski)
200 km (ros. 200 км) – przystanek kolejowy w pobliżu miejscowości Popowka, w rejonie babynińskim, w obwodzie kałuskim, w Rosji. Położony jest na linii Moskwa – Briańsk – Kijów.